# Urnenfeld von Žírovice
Das bronzezeitliche Urnenfeld von Žírovice (deutsch Sirmitz- auch Horní Lomany genannt) liegt in Žírovice, einem Stadtteil von Františkovy Lázně (dt. Franzensbad) im äußersten Westen von Böhmen nahe der deutschen Grenze in Tschechien. 
Im Jahre 1929 entdeckte ein Kurgast im kleinen Wald oberhalb des Mlýnský Teiches (Sirmitzer Mühlteich) eine Grabstätte. Im Volksmund hieß das Gelände mit dem Urnenfeld „im Haugn“.
Der Heimatforscher Alois John (1860–1935) aus Oberlohma ließ das Gefäß bergen. Der Archäologe Anton Gnirs (1873–1933) aus Saaz übernahm die Grabungen. Josef G. Hiersche nahm sich der Sache an und lebte jahrelang in einem kleinen Holzhaus nahe dem Urnenfeld. Er deckte 17 Gräber auf. Ende des Zweiten Weltkriegs verstarb er an der Forschungsstelle. Im Egerer Jahrbuch von 1930 und in „Unser Egerland“ von 1932 berichtete er über die Ausgrabungen auf dem Urnenfeld bei Sirmitz. 
Der Platz wurde bereits zu Beginn des 20. Jahrhunderts durch den Sandabbau beschädigt. Die ersten nicht erhaltenen Funde stammen angeblich bereits aus dem Jahre 1880. Die wissenschaftliche Forschung erfolgte zwischen 1929 und 1958. Auf der rechteckigen Fläche von 45 × 37 Metern wurden Reste zweier runder Grabhügel und etwa 50 kleinere Urnengräber mit Resten einer Steinverkleidung gefunden. Nach späteren Erkundungen wurden insgesamt 50 eingezeichnet. Das östliche Hügelgrab mit einem Durchmesser von 5,3 Metern hat eine ovale Einhegung aus Granitsteinen. In seiner Mitte befand sich eine rechteckige Ost-West ausgerichtete etwa 2,0 m lange und 1,5 m breite Steinkiste. Darüber war ein nicht erhaltener Hügel aufgeschüttet. Es wird angenommen, dass er ausgeraubt wurde, da lediglich Feuerstein, mehrere Scherben von Tongefäßen und Bruchstücke von Bronze gefunden wurden. Westlich vom Hauptgrab liegt ein weiterer Steinkranz. Auf der Fläche sind viele Steine verstreut, wobei  nicht bestimmt werden kann worum es sich  handelt. Zu den Funden gehören ein Ringfragment, ein Armband, ein Teil einer Spirale und ein Bolzen aus Bronze und viele Töpferstücke.
Zur Überraschung der Archäologen fand sich in der Nähe der Nekropole, eine Ansiedlung der Urnenfelderkultur.